# Lolotte
Lolotte – ou autrefois Femme au chapeau – est un tableau réalisé par le peintre italien Amedeo Modigliani en juin 1917. Cette huile sur toile est le portrait en buste d'une jeune femme coiffée d'un chapeau noir. Achetée en 1932, l'œuvre fait partie des collections du musée national d'Art moderne, à Paris. Elle se trouve depuis 1998 en dépôt au musée d'Art et d'Histoire du judaïsme, dans la même ville.